# 維克托里鎮區 (密歇根州)
維克托里鎮區（英語：Victory Township）是位於美國密歇根州梅森縣的一個行政鎮區。

## 地方資料
維克托里鎮區的面積為94.53平方千米，當中陸地面積為93.06平方千米，而水域面積為1.47平方千米。根據2020年美國人口普查的數據，當地共有人口1406人，而人口密度為每平方千米14.87人。